# Relazione di accessibilità
Nella logica modale, la relazione di accessibilità è necessaria per assegnare i valori di verità alle proposizioni della semantica relazionale di Kripke.
Nella semantica di Kripke, il valore di verità di una formula modale in un mondo possibile w può dipendere dal valore di verità di un altro mondo possibile v, se R pone in relazione w a v. Ad esempio, se P è vera in qualche mondo v tale che vRw, allora la formula {\displaystyle \Diamond P}  sarà vera in {\displaystyle w}. {\displaystyle wRv} è fondamentale: se R non ponesse w in relazione a v, allora {\displaystyle \Diamond P} sarebbe falsa in w', a meno che anche {\displaystyle P} si riferisse a qualche altro mndo u tale che {\displaystyle wRu}.
Le relazioni di accessibilità sono motivate concettualmente dal fatto che le relazioni modali dichiarate nel linguaggio naturale dipendono da alcuni, ma non da tutti, gli scenari alternativi. Ad esempio, la frase "Potrebbe piovere" non è generalmente giudicata vera semplicemente perché si può immaginare uno scenario in cui sia piovuto. Piuttosto, la sua verità dipende dal fatto che un tale scenario sia escluso dalle informazioni disponibili. Questo fatto può essere formalizzato in logica modale scegliendo una relazione di accessibilità tale che {\displaystyle wRv} se e solo se {\displaystyle v} è compatibile con le informazioni in possessore dell'oratore che si trova nel mondo {\displaystyle w}.
L'idea può essere estesa ad altre applicazioni della logica modale. Nell'epistemologia, si può utilizzare la nozione epistemica di accessibilità dove  {\displaystyle wRv} per un individuo {\displaystyle I}  se e solo se {\displaystyle I}  non conosce nulla da cui si possa infeeire l'ipotesi {\displaystyle w'=v}. Nella logica deontica, si può asserire che {\displaystyle wRv} se e solo se {\displaystyle v} è moralmente un mondo ideale, dati i valori morali {\displaystyle w}. Nelle applicazioni della logica modale al campo dell'informatica, i cosiddetti mondi possibili possono essere compresi come stati possibili di un programma che è la relazione di accessibilità: allora vale che {\displaystyle wRv} se e solo se il programma corrente riesce a transitare dallo stato {\displaystyle w} allo stato {\displaystyle v}.
Altre applicazioni della logica modale possono suggerire limitazioni alle relazioni di accessibilità ammissibili, limitazioni che a loro volta possono portare a differenti validazioni. Lo studio matematico del modo in cui le validazioni sono collegate ale condizioni sulle relazioni di accessibilità si chiama "teoria della corrispondenza modale".